# Barry Morrow
Barry Morrow (Austin, 12 giugno 1948) è uno sceneggiatore e produttore cinematografico statunitense.

## Filmografia
Cinema
- Rain Man - L'uomo della pioggia (Rain Man), regia di Barry Levinson (1988)
- Gospa, regia di Jakov Sedlar (1995)
- In corsa verso il sole (Race the Sun), regia di Charles T. Kanganis (1996) - anche produttore
- Milost mora, regia di Jakov Sedlar e Dominik Sedlar (2003)
- All You Ever Wished For, regia di Barry Morrow (2016) - anche produttore